# 杉岭乡
杉岭乡，是中华人民共和国重庆市黔江区下辖的一个乡镇级行政单位。

## 行政区划
杉岭乡下辖以下地区：
杉岭村、林峰村、枫香村、兴隆村、尖山子村和苦竹村。